# Triclabendazole
Le triclabendazole est un anthelminthique de la famille des benzimidazoles. Ces derniers partagent une structure moléculaire commune, mais le triclabendazole s'en distingue avec la présence d'un cycle benzénique chloré et l'absence de groupe carbamate. Utilisé essentiellement en médecine vétérinaire comme vermifuge, ainsi que chez l'homme pour traiter la fasciolose, il est disponible comme médicament générique depuis la fin du XXe siècle. Il est actif sur les stades immatures et matures de Fasciola hepatica et de Fasciola gigantica (en) mais reste sans effet contre les nématodes. On pense généralement qu'il se lie à la β-tubuline, empêchant la polymérisation des microtubules.
Il fait partie de la liste des médicaments essentiels de l'Organisation mondiale de la santé (liste mise à jour en avril 2013).